# ألفير (جبل)
ألفير (بالإنجليزية: Alvier (mountain))‏ هو أحد جبال سلسلة جبال الألب أبينزيل وجزء من القمة الأم غامسبيرغ يقع في كانتون سانت غالن, سويسرا. يبلغ ارتفاع الجبل حوالي 2343 متر، بينما يبلغ ارتفاع نتوء الجبل 243 متر.